# Ty Harrelson
Ty Gary Harrelson (Houston, 22 settembre 1980) è un allenatore di pallacanestro ed ex cestista statunitense con cittadinanza australiana.